# Radio Llacolén
Radio Llacolén es una radioemisora chilena de Concepción que transmite las 24 horas del día. Su programación se centra en contenido deportivo.

## Historia
La Radio Llacolén inició sus emisiones el 13 de marzo de 1995 en la frecuencia 1600 AM. Enfocada al deporte, cuenta con 3 programas diarios de estudio y transmisiones desde los distintos recintos deportivos.